# Arma alludente
In araldica, si definiscono armi alludenti o armi simboliche, le armi che contengono delle figure che, per il loro nome o per la loro immagine, evocano dei fatti notevoli, più o meno gloriosi, leggendari o amplificati, pertinenti al possessore di tali armi. Da alcuni araldisti sono considerate le armi più nobili.
Alcuni esempi:
- Navarra (di rosso, alle catene d'oro passate in croce, in croce di Sant'Andrea e in orlo…) Sancho VII di Navarra entra con la forza nel campo nemico circondato da catene, che restano agganciate al suo scudo.

- Austria (di rosso, alla fascia d'argento) vedere l'origine della Bandiera d'Austria. Si allude alla tunica del Duca di Babenberg in occasione di una battaglia contro i Mori, che si era completamente ricoperta di sangue, tranne che all'altezza della cintura.

- Lorena (d'oro, alla banda di rosso, caricata di tre alerioni d'argento): i tre alerioni ricordano l'impresa di Goffredo di Buglione che ne aveva trafitti tre con una sola freccia al momento della presa di Gerusalemme.

- Della Scala (di rosso, alla scala di 4 pioli d'argento, posta in palo - arma antica) Sigiberto, nato a Verona, era dei Conti di Scalemburg.
- Pignatelli (d'oro, a tre pignatte di nero poste 2 e 1) riferimento ad una battaglia navale vinta grazie a vasi ripieni di materiale infuocato.

Un altro tipo di armi alludenti riguarda l'evocazione di tratti fisici o morali del possessore (composte dagli stessi interessati, le loro allusioni sono quasi sempre delle autoglorificazioni, spesso benevole). L'utilizzazione molto diffusa di figure prestigiose, come il leone, fa sì che la loro sola presenza non possa far parlare di armi alludenti.
Alcuni esempi:
- Gottscheld, poeta oscuro e banale, si autoesalta con un pegaso, simbolo di ispirazione poetica, e un compasso, simbolo di rigore metrico (citato da O. Neubecker[1]).

Questo termine non è un termine della blasonatura (non è citato nella lettura del blasone).
Da non confondere con arma parlante.